# Obod (Crna Gora)
Obod (na crnogor. ćiril. Обод, također se naziva i Riječki grad) od 1475. do 1482. godine bila je prijestolnica Crnojevića države.
Obod je sagradio Gospodar crnogorski Ivan Crnojević. Raniju prijestolnicu, Žabljak Crnojevića, Turci su zauzeli 1478., pa je središte privremeno premješteno u Obod, a konačno na Cetinje.
Postoji malo vjerojatna pretpostavka da je u Obodu radila Crnojevića tiskara u kojoj je tiskan Oktoih.
Gradina, nekoć tvrđava s podziđem, danas se nalazi na desnoj obali Rijeke Crnojevića, iznad naselja Rijeka Crnojevića na obali Skadarskoga jezera.